# 볼프–레이에 별

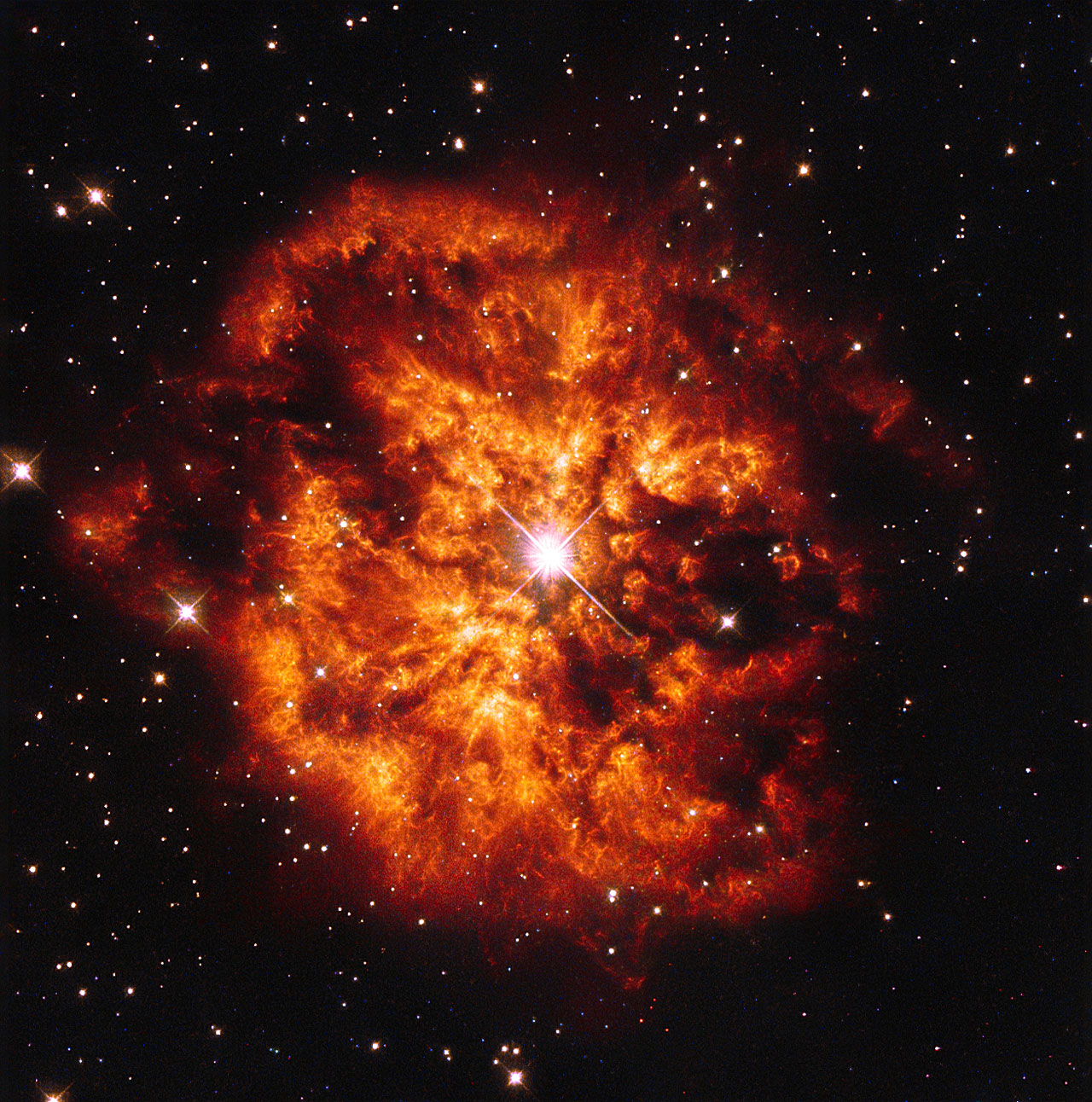
허블 우주 망원경이 촬영한 볼프-레이에 별 WR 124와 M1-67 성운.

볼프-레이에 별(프랑스어: Étoile Wolf-Rayet, 영어: Wolf-Rayet Star 약칭 WR성)은 특이한 스펙트럼을 가진 희귀한 항성 유형이다. 헬륨 이온과 고차 질소 이온이나 고차 탄소 이온에서 기원한 넓은 방출선을 보이는 것이 특징이다. 이들의 스펙트럼은 항성 표면에서 수소가 결핍되어 있고 중원소가 매우 부화되어 있으며, 강한 항성풍이 방출되고 있음을 암시한다. 알려진 볼프-레이에 별의 표면 온도는 약 20,000K에서 210,000K에 이르는데, 이는 다른 거의 모든 종류의 항성보다도 뜨겁다. 과거에는 이들을 스펙트럼 분류로써 W형 항성(영어: W-type Star)으로 일컫기도 하였다.
고전적인 1족 볼프-레이에 별은 진화한 대 질량 성으로서 외피층의 수소를 완전히 상실하고 핵에서 헬륨이나 그보다 무거운 원소를 융합하고 있다. 스펙트럼에서 수소선이 나타나는 1족 WR성의 일부는 WNh성으로 알려져 있다. 이들은 어린 극대 질량 성으로서 아직 핵에서 수소를 연소하고 있으며, 강한 혼합과 복사에서 비롯한 질량 손실로 그 표면에 헬륨과 질소가 노출된 상태다. WR 스펙트럼을 가진 별도의 분류로는 행성상 성운 중심성(CSPN)이 있는데, 이들은 주계열성일 적에 태양과 유사하였으나 지금은 점근거성을 지나 핵 반응이 멎고 대기를 방출하여 탄소·산소 핵이 드러난 상태의 항성이다.
모든 볼프-레이에 별은 높은 온도로 인해 극도로 밝다. CSPN의 경우 태양 복사광도(L⊙)의 수천 배, 1족 WR성은 수십만 L⊙에 이르며, WNh성은 백만 L⊙를 초과한다. 그러나 이들의 주복사대는 자외선이기 때문에 가시적으로 매우 밝지는 않다.
대표적인 볼프-레이에 별로는 맨눈으로 보이는 항성인 돛자리 감마와 파리자리 세타, 알려진 가장 무거운 항성 중 하나인 황새치자리 30의 R136a1이 있다.

## 관측 역사

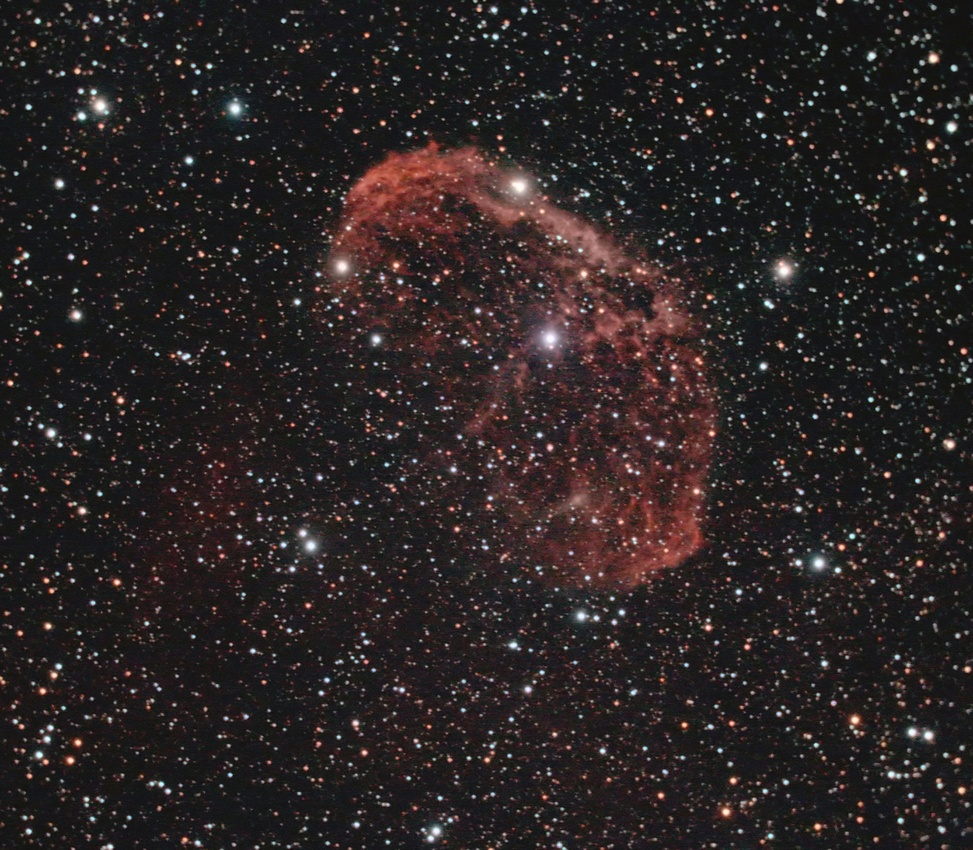
WN6형 항성 WR 136. 적색 초거성 단계에서 뜨겁고 빠른 WR 항성풍이 대기를 방출하여 형성한 거품 구조의 성운을 끼고 있다.

1867년, 천문학자 샤를 볼프와 조르주 레이에는 파리 천문대의 40cm 푸코 망원경을 사용하여 백조자리에서 연속 스펙트럼 위로 넓은 방출띠가 나타나는 항성 셋(WR 134, WR 135, WR 137)을 발견하였다. 대부분의 항성은 표면 위의 원소가 특정 주파수의 빛 에너지를 흡수하기 때문에 그 스펙트럼에서 흡수선이나 띠만이 나타난다. 따라서 이 세 항성은 명백히 특이한 천체였다.
볼프-레이에 별의 스펙트럼에서 나타나는 방출 띠의 본질은 발견 이후 수십 년간 수수께끼로 남아 있었다. 에드워드 찰스 피커링은 이 방출선이 특수 상태의 수소에서 기원하였으리라는 가설을 제안한 바 있다. 이 "피커링 계열"의 선은 반정수 양자수를 대입하였을 때, 발머 계열과 유사한 규칙성을 보였는데, 나중에는 이러한 선이 헬륨에서 기원한 것으로 밝혀졌다. 피커링은 볼프-레이에 스펙트럼과 성운의 스펙트럼이 유사하다는 사실을 주목하기도 하였다. 이러한 유사성은 볼프-레이에 항성 일부나 전부가 행성상 성운 중심성일 것이라는 결론으로 귀결되었다.
1929년 무렵, 방출띠의 폭이 넓은 것은 도플러 선폭증대가 원인일 것으로 여겨지고 있었다. 그러므로 볼프-레이에 별의 주변 기체는 시선을 따라 300~2,400km/s의 속력으로 움직이고 있어야 할 것이다. 이러한 추론 과정은 볼프-레이에 별이 지속해서 기체를 우주 공간으로 방출함으로써 부풀어오르는 성운상의 기체 껍질을 형성하고 있다는 결론으로 이어졌다. 기체를 관측의 큰 속력으로 가속하는 힘은 복사압이다. 볼프-레이에 유형의 스펙트럼을 가진 항성 상당수는 행성상 성운 중심성이라는 것이 잘 알려져 있었고, 다른 상당수가 뚜렷한 행성상 성운이나 가시적인 성운상이 나타나지 않는다는 사실 역시 잘 알려져 있었다.
헬륨에 이어서 칼라일 스미스 빌스는 볼프-레이에 별의 스펙트럼에서 탄소와 산소와 질소의 방출선이 나타난다는 사실을 밝혀냈다. 1938년, 국제천문연맹은 볼프-레이에 별의 스펙트럼을 질소선과 탄소·산소선의 지분에 따라서 WN형과 WC형으로 구분하기로 하였다.
1969년, 강한 O VI 방출선을 가진 일부 CSPN이 "O VI 계열" 혹은 OVI형으로 분류되었다. 나중에는 이 분류를 [WO]성으로 표기하였으며, 결국에는 이를 동시에 1족 WR성으로도 분류하였다.
스펙트럼에서 수소선이 나타나는 만기형(이따금 그렇게 만기형은 아닌) WN성은 수소가 없는 WR성과는 다른 진화 단계에 있다. 이러한 항성을 다른 WN성과 구분하기 위해서 WNh형이라는 하위 분류가 도입되었다. 과거에는 이 분류를 만기형이라는 의미에서 WNL성으로 표기하였지만, 수소가 없는 만기형 WN성과 WN5형 정도로 조기형이면서 수소를 가진 WR성이 존재하였기 때문에, 새 표기를 창안하였다.

## 분류

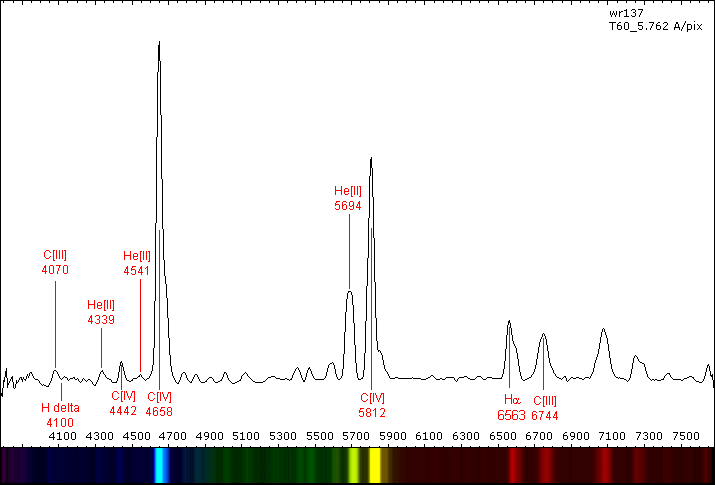
WR성의 세 원형 중 하나이자 WC7형 항성 WR 137의 스펙트럼. 가로축의 파장 단위는 Å이다.

볼프-레이에 별은 스펙트럼에서 나타나는 강하고 넓은 방출선을 바탕으로 그 이름이 주어졌다. 헬륨과 질소와 탄소와 규소와 산소의 방출선이 확인되지만, 수소선은 일반적으로 약하거나 나타나지 않는다. 처음의 볼프-레이에 분류 체계는 질소 이온(N III, N IV, N V)의 방출선이 다른 스펙트럼을 압도하는지, 탄소 이온(C III, C IV)과 이따금은 산소 이온(O III~O VI)의 방출선이 다른 스펙트럼을 압도하는지를 두고 각각 WN형과 WC형으로 구분하였다. 그리고 WN형과 WC형은 541.1nm의 He II선과 587.5nm의 He I선의 상대 세기를 근거로 WN5형에서 WN8형, WC6형에서 WC8형의 온도 계열로 세분되었다. 볼프-레이에 방출선에는 별 주변 물질 때문에 폭이 넓어진 흡수 날개(백조자리 P형 선 윤곽)가 흔하게 나타난다. 산소 이온 방출선이 탄소 이온 방출선을 압도하는 고온 항성에 대해서는 WC형과 WO형을 구분하기도 하였지만, 실제 두 원소의 조성은 이들을 달리 구분하여도 별 차이가 없을 것이다. 공식적으로는 WC형과 WO형 스펙트럼을 C III 방출선의 유무로 구분한다. 또한, WC형 스펙트럼은 일반적으로 O VI선이 나타나지 않지만, WO형 스펙트럼은 강한 O VI선이 나타난다.
WN 스펙트럼 계열은 WN2형에서 WN9형까지 전개되었다. 그 정의는 463.4~464.1nm와 531.4nm에서 나타나는 N III 방출선과 347.9~348.4nm와 405.8nm에서 나타나는 N IV 방출선과 460.3nm와 461.9nm와 493.3~494.4nm에서 나타나는 N V 방출선의 상대 세기에 바탕을 둔 형태로 개정되었다. 이러한 선은 강하고 가변적인 He 방출 영역과 구분이 쉬우며, 그 선의 세기는 온도와 잘 상관되어 있다. WN형과 Ofpe형 스펙트럼의 중간형을 가진 항성은 WN10형과 WN11형으로 분류되지만, 이 명명법이 널리 수용되진 않았다.
WN1형은 N IV선과 N V선이 없는 항성에 주어지는 분류로 제안되었다. 이는 WN2형과 WN2.5형의 중간형처럼 보이는 브레이 1과 브레이 66를 따로 구분하기 위함이었다. 각 WN형 하위분류 간의 상대 선 세기와 상대 폭의 정량화는 나중에 이온화 척도이자 스펙트럼 하위 분류를 나타낼 주요 지표로서 541.1nm의 He II선과 587.5nm의 He I선 사이의 세기비가 도입되면서 이루어졌다. 지금은 브레이 1과 브레이 66가 WN3b형으로 분류되었기 때문에 WN1형을 분류할 필요가 없다. 다소 모호한 WN2.5형과 WN4.5형 역시 삭제되었다.
| 분광형 | 처음 기준                            | 개정된 기준                                  | 기타 특징                                                              |
| ------ | ------------------------------------ | -------------------------------------------- | ---------------------------------------------------------------------- |
| WN2    | N V가 약하거나 부재                  | N V와 N IV 부재                              | He II가 강하고 He I는 부재                                             |
| WN2.5  | N V는 존재하나, N IV는 부재          | 폐기된 유형                                  |                                                                        |
| WN3    | N IV ≪ N V, N III는 약하거나 부재    | He II/He I > 10, He II/C IV > 5              | 선 윤곽이 특이하며, N V 세기가 예측 불허함                             |
| WN4    | N IV ≈ N V, N III는 약하거나 부재    | 4 < He II/He I < 10, N V/N III > 2           | C IV 존재                                                              |
| WN4.5  | N IV > N V, N III는 약하거나 부재    | 폐기된 유형                                  |                                                                        |
| WN5    | N III ≈ N IV ≈ N V                   | 1.25 < He II/He I < 8, 0.5 < N V/N III < 2   | N IV 혹은 C IV > He I                                                  |
| WN6    | N III ≈ N IV, N V는 약함             | 1.25 < He II/He I < 8, 0.2 < N V/N III < 0.5 | C IV ≈ He I                                                            |
| WN7    | N III > N IV                         | 0.65 < He II/He I < 1.25                     | 백조자리 P형 윤곽의 He I이 약하게 나타나며, He II > N III, C IV > He I |
| WN8    | N III ≫ N IV                         | He II/He I < 0.65                            | 백조자리 P형 윤곽의 He I이 강하게 나타나며, He II ≈ N III, C IV는 약함 |
| WN9    | N III > N II, N IV는 부재            | N III > N II, N IV는 부재                    | 백조자리 P형 윤곽의 He I이 나타남                                      |
| WN10   | N III ≈ N II                         | N III ≈ N II                                 | H 발머와 백조자리 P형 윤곽의 He I이 나타남                             |
| WN11   | N III는 약하거나 부재, N II이 나타남 | N III ≈ He II, N III는 약하거나 부재         | H 발머와 백조자리 P형 윤곽의 He I과 Fe III가 나타남                    |

WC형 스펙트럼 계열은 WC4형에서 WC11형까지 전개되었지만, 일부 오래된 문헌에서는 WC1~WC3형을 사용하기도 한다. WC형의 하위유형을 구분하는 데 쓰이는 주요 방출선은 426.7nm의 C II와 569.6nm의 C III와 465.0nm의 C III/IV와 580.1~581.2nm의 C IV와 557.2~559.8nm의 O V(및 O III) 혼합체다. 이 계열은 여타 분광형과 다르게 WC10형과 WC11형을 포함한다. 그 하위 유형은 1차적으로 탄소와 산소의 함량 변화와 무관하게 이온화 인자에 따른 탄소선들의 상대 세기를 기반으로 기준을 정량화 하였다.
| 분광형 | 처음 기준                                                 | 정량화된 기준            | 정량화된 기준          | 기타 특징                |
| 분광형 | 처음 기준                                                 | 1차                      | 2차                    | 기타 특징                |
| ------ | --------------------------------------------------------- | ------------------------ | ---------------------- | ------------------------ |
| WC4    | C IV는 강하지만 C II는 약하며, O V는 중간 정도            | C IV/C III > 32          | O V/C III > 2.5        | O VI가 약하거나 부재     |
| WC5    | C III ≪ C IV, C III < O V                                 | 12.5 < C IV/C III < 32   | 0.4 < C III/O V < 3    | O VI가 약하거나 부재     |
| WC6    | C III ≪ C IV, C III > O V                                 | 4 < C IV/C III < 12.5    | 1 < C III/O V < 5      | O VI가 약하거나 부재     |
| WC7    | C III < C IV, C III ≫ O V                                 | 1.25 < C IV/C III < 4    | C III/O V > 1.25       | O VI가 약하거나 부재     |
| WC8    | C III > C IV, C II가 나타나지 않으며, O V는 약하거나 부재 | 0.5 < C IV/C III < 1.25  | C IV/C II > 10         | He II/He I > 1.25        |
| WC9    | C III > C IV, C II가 나타나며, O V는 약하거나 부재        | 0.2 < C IV/C III < 0.5   | 0.6 < C IV/C II < 10   | 0.15 < He II/He I < 1.25 |
| WC10   |                                                           | 0.06 < C IV/C III < 0.15 | 0.03 < C IV/C II < 0.6 | He II/He I < 0.15        |
| WC11   |                                                           | C IV/C III < 0.06        | C IV/C II < 0.03       | He II 부재               |

WO형 항성을 분류하는 데 쓰이는 주 방출선은 580.1nm의 C IV와 340.0nm의 O IV, 557.2~559.8nm의 O V(및 O III) 혼합체, 381.1~383.4nm의 O VI, 567.0nm의 O VII, 606.8nm의 O VIII이다. WO5형까지 전개되었던 이 계열은 O VI/C IV와 O VI/O V 상대 세기비를 기반으로 정량화되었다. 나중에는 고전의 WR성과 CSPN을 일관적으로 분류하기 위해서 WO1에서 WO4까지의 계열로 되돌아오며 각 분류를 알맞게 조정하였다.
| 분광형 | 처음 기준                          | 정량화된 기준        | 정량화된 기준          | 기타 특징   |
| 분광형 | 처음 기준                          | 1차                  | 2차                    | 기타 특징   |
| ------ | ---------------------------------- | -------------------- | ---------------------- | ----------- |
| WO1    | O VII ≥ O V, O VIII 존재           | O VI/O V > 12.5      | O VI/C IV > 1.5        | O VII ≥ O V |
| WO2    | O VII < O V, C IV < O VI           | 4 < O VI/O V < 12.5  | O VI/C IV > 1.5        | O VII ≤ O V |
| WO3    | O VII이 약하거나 부재, C IV ≈ O VI | 1.8 < O VI/O V < 4   | 0.1 < O VI/C IV < 1.5  | O VII ≪ O V |
| WO4    | C IV ≫ O VI                        | 0.5 < O VI/O V < 1.8 | 0.03 < O VI/C IV < 0.1 | O VII ≪ O V |

최근에 볼프-레이에 별을 상세히 다루는 연구에서는 주 스펙트럼 분류에 접미 보조기호를 붙이는 방식으로 부가적인 스펙트럼 특징을 알아볼 수 있도록 하였다.
- h : 수소 방출이 나타나는 경우
- ha: 수소 방출과 흡수가 동시에 나타나는 경우
- o : 수소 방출이 없는 경우
- w : 세기가 약한 선이 있는 경우
- s : 세기가 강한 선이 있는 경우
- b : 넓고 세기가 강한 선이 있는 경우
- d : 티끌이 있는 경우(이따금 가변성, 주기성, 간헐성에 따라 vd, pd, ed로 표현).[23]

볼프-레이에 스펙트럼 분류는 항성이 조밀한 성운과 먼지구름, 혹은 짝별을 자주 동반하면서 복잡한 양상을 보인다. 스펙트럼에서 흡수선이 나타나는 경우, 하나 이상의 평범한 짝별을 동반하고 있을 가능성이 높을 때는 보조기호 "+OB"가 쓰이며, 흡수선의 기원이 불분명할 때는 "+abs"가 쓰인다.
여타 분광형과 마찬가지로 WR 스펙트럼 하위 분류에서는 고온 유형을 조기형(영어: Early-type)으로 표현하고 저온 유형을 만기형(영어: Late-type)으로 일컫는다. WNE형과 WCE형은 그 유형의 조기형 스펙트럼을 나타내며, WNL형과 WCL형은 그 유형의 만기형 스펙트럼을 의미한다. 이들은 여섯 내지 일곱의 하위유형으로 세분된다. WNE형 항성은 수소선이 나타나지 않는 경향이 크고, WNL형은 많은 경우에서 수소선이 나타난다.
행성상 성운 중심성의 분광형을 분류할 때는 기호 끝에 꺾쇠괄호를 표기한다(예를 들어 [WC4]). 이들은 거의 모두 WC 계열이다. 알려진 [WO]성은 탄소 계열의 고온 확장판이다. 소수의 [WN]형과 [WC/WN]형이 존재하기도 하는데, 이들은 상당히 최근에야 발견이 이루어졌다. 이것들의 형성 메커니즘은 아직 불분명하다.
행성상 성운 중심성의 온도는 1족 WR성과 비교하였을 때 극단성을 보이는 경향이 있다. 이 계열은 [WC2]형과 [WC3]형이 흔하지만 [WC12]형까지 전개된다. [WC11]형과 [WC12]형은 조기형과 달리 좁은 방출선이 나타나고 He II와 C IV선이 없다.

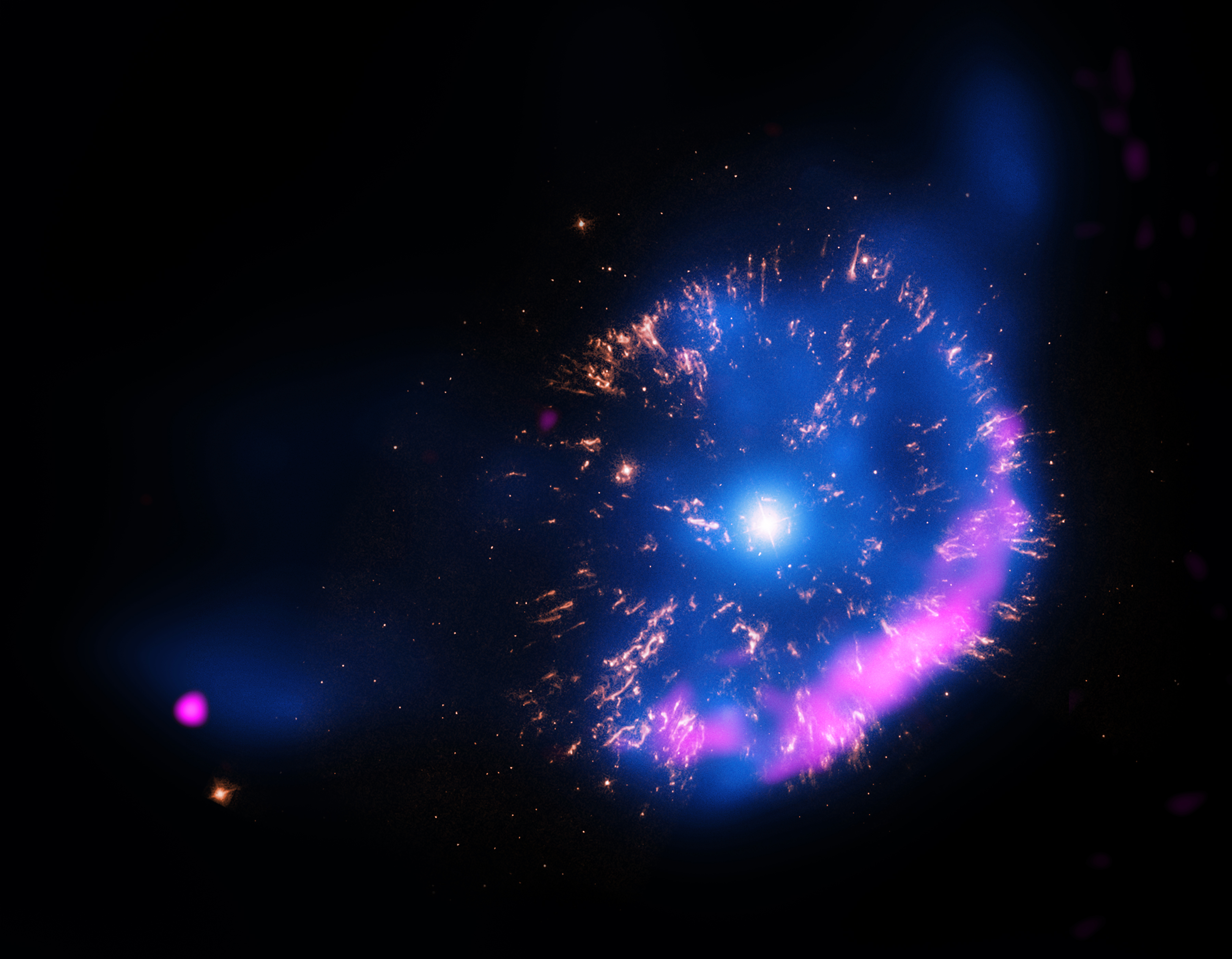
스펙트럼에서 볼프-레이에의 성질을 보이는 페르세우스자리 GK (1901년 페르세우스자리 신성).

특정 초신성은 최대 밝기에 이르기 전에 WR 스펙트럼을 보인다. 이는 그 시점에서 초신성의 물리적인 성질 때문인데, 헬륨이 풍부하면서 고속으로 팽창하는 초신성 분출물은 극단적인 볼프-레이에 항성풍과 유사하다. WR 스펙트럼과 유사하게 보이는 모양새는 오래가지 않는다. 재래의 초신성 스펙트럼이 나타나기 전까지는 고차 이온에 의한 스펙트럼이 붕괴하면서 수소와 헬륨의 약한 중성 방출선만 잔존한다. 이러한 분광형에는 "X형"이라는 명칭이 도입되었다. 예를 들면 XWN5(h)식이다. 고전적인 신성의 스펙트럼 역시 볼프-레이에 별처럼 넓은 방출띠를 포함하는 형태로 발달한다. 이 역시 메커니즘이 동일하며, 고밀도 기체가 극고온의 중심 광원 주변에서 고속으로 팽창하는 것이 원인이다.

### 빗금표 항성
비슷한 온도의 볼프-레이에 항성과 O형 항성을 구분하는 법은 헬륨과 질소와 탄소와 산소의 강한 이온 방출선 유무를 확인하는 것이지만, 두 유형의 중간 성질을 가지거나 분류하기 어려운 사례가 다수 있다. 일례로, 고광도 O형 항성은 그 스펙트럼에서 헬륨과 질소 등의 방출선이 발달할 수 있으며, 일부 WR성은 수소선과 약한 방출선과 심지어는 흡수 요소까지 나타난다. 이러한 항성에는 O3If*/WN6 같은 분광형이 주어지는데, 이를 빗금표 항성(영어: Slash Star)이라고 한다.
O형 초거성은 헬륨과 질소 방출선이나 어떤 흡수선에 대한 방출 요소가 발달할 수 있다. 이것들은 그 항성의 유형에 분광학적 특수성을 나타내는 접미 보조기호로 알아볼 수 있다.
- f : N III와 He II 방출선이 나타나는 경우
- f*: N과 He 방출이 나타나며, N IV가 N III보다 강한 경우
- f+: N과 He와 함께 Si IV 방출이 나타나는 경우
- 괄호는 He II 방출선 대신 흡수선이 나타나는 경우, 이를테면 (f)
- 이중 괄호는 He II 흡수선이 강하고 N III 방출이 약한 경우, 이를테면 ((f+)).

이러한 보조기호는 p나 a처럼 보다 일반적인 분광형 분류 기호와도 병기할 수 있다. 흔한 병기 사례로는 OIafpe와 OIf*와 Ofpe가 있다. 1970년대에는 순수하게 흡수만으로 분류하는 O형에서 모호함이 없는 WR형까지 분광형이 연속적이라는 사실이 밝혀지면서 중간형의 항성을 이를테면 O8Iafpe와 WN8-a 중에서 어떤 분광형으로 분류해야 할지 불분명했다. 이러한 문제를 해결하기 위해서 항성 Sk-67˚22가 분광형 O3If*/WN6-A형으로 처음 분류되며 빗금표 표기법이 도입되었다. OIf*형과 OIf*/WN형과 WN형 항성을 구분하는 기준은 일관성을 바탕으로 개정되었다. 빗금표 항성 분류법은 Hβ선에서 백조자리 P형 윤곽이 나타날 때 쓰이는데, 이 선은 O형 초거성에서는 흡수선으로 나타나며 WN성에서는 방출선으로 나타난다. 빗금표 분광형을 분류하는 부차적인 기준은 463.4~464.1nm와 405.8nm와 460.3~462.0nm에서 나타나는 질소 방출선의 세기와 각 유형 표준 항성의 스펙트럼을 비교하는 것이다.
| 분광형      | 표준 항성 | 기준                      |
| ----------- | --------- | ------------------------- |
| O2If*/WN5   | 멜닉 35   | N iv ≫ N iii, N v ≥ N iii |
| O2.5If*/WN6 | WR 25     | N iv > N iii, N v < N iii |
| O3.5If*/WN7 | 멜닉 51   | N iv < N iii, N v ≪ N iii |

다른 종류의 빗금표 항성으로는 Ofpe/WN형 항성이 있다. 이러한 항성은 O형 초거성 스펙트럼에 질소와 헬륨 방출선과 백조자리 P형 윤곽이 나타난다. 대안으로는 Ofpe/WN성을 특이할 정도로 이온화 수준이 낮고 수소를 지닌 WN성으로 여길 수 있다. 빗금표 표기법을 이러한 항성에도 적용해야 할지는 논란이 있었다. 그 대안은 WR 질소 계열을 WN10형과 WN11형으로 확장하는 것이었다. 일각에서는 WNha 표기를 선호하기도 하였는데, 이를테면 WR 108은 WN9ha형으로 분류되었다. 최근에 이르러서 권고되는 방법은 447.1nm의 He I이 흡수선으로 나타날 경우 O8Iaf처럼 분광형 O형으로 분류하고 그 선이 백조자리 P형 윤곽을 가질 경우에는 WN9h나 WN9ha처럼 WR 유형으로 분류하는 것이지만, Ofpe/WN 빗금표 표기와 WN10 및 WN11 표기는 어느 것 하나 사장되지 않고 널리 쓰이고 있다.
O형 항성과 WR성의 성질을 동시에 가진 별도의 그룹 역시 발견되었다. 대마젤란 은하의 어떤 항성 아홉은 쌍성으로 보이지 않음에도 WN3형과 O3V형의 성질을 동시에 가지고 있다. 소마젤란 은하에 있는 다수의 WR성 역시 극히 조기형의 WN 스펙트럼을 바탕으로 크게 여기된 흡수 성질이 나타난다. 이들이 고전적인 WN성으로 진화하는 과정의 미싱링크이거나 질량이 작은 동반성의 조석력 때문에 박리 작용을 겪은 결과일 수 있다는 가설이 제안된 바 있다.

## 명칭

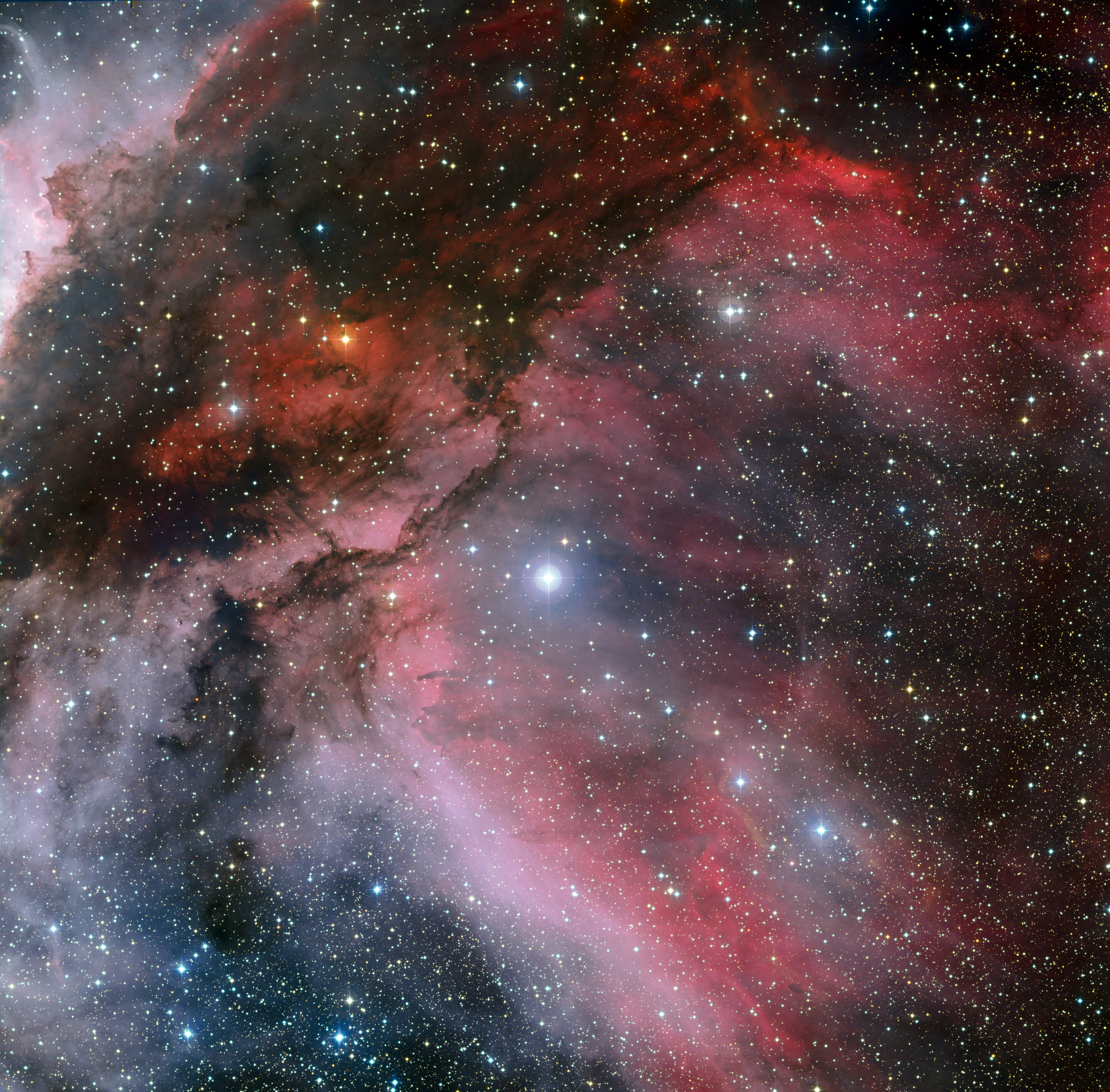
용골자리 성운 속의 WR 22.

모두 뜨거운 O형 짝별을 동반한 채로 확인되었던 최초의 세 볼프-레이에 별은 이미 《헨리드레이퍼목록》에 수록된 바 있었다. 이를 비롯한 동류의 항성은 최초 발견자의 이름을 따서 볼프-레이에 별로 표기되었지만, 1962년에 은하 내 볼프-레이에 항성을 수록한 네 번째 목록이 출판되기 전까지는 특별한 명명 규칙이 존재하지 않았다. 처음의 세 목록은 볼프-레이에 별을 기존에 있던 명칭으로 수록하였고 네 번째 목록부터 볼프-레이에 별에 적경 순으로 색인 번호를 부여하기 시작했다. 다섯 번째 목록에서는 네 번째 목록에 해당 목록 저자의 이니셜을 차용해서 색인 기호 MR을 부여하고 기존과 동일한 색인 번호를 사용하되, 새롭게 발견된 천체에 대해서는 본 목록 저자의 이니셜을 딴 색인 기호 LS와 새 번호를 부여하였다. 두 색인 모두 오늘날에는 사용되지 않는다.
〈제6차 은하 내 볼프-레이에 항성 목록〉은 사실상 처음으로 그 명맥을 유지하는 목록이었다. 이전 판본의 명칭을 함께 기술하면서도 WR 번호 체계를 도입하여 우리 은하 내의 WR성을 일컫는 데 널리 쓰였다. 색인 번호는 적경 순으로 WR 1에서 WR 158까지 부여되었다. 〈제7차 목록〉과 그 부록은 동일한 색인 번호를 사용하면서도 소문자 접미 보조기호를 붙이는 방식으로 새로운 항성을 수록하였다. 이러한 예로는 WR 102와 WR 103 사이의 은하 중심 부근에서 발견된 여러 WR성 중에서 WR 102ka를 들 수 있다.  오늘날에 이르러서 방대한 표본을 다루는 탐사에서는 새로 발견되는 항성에 대하여 큰 수의 색인 번호를 부여하는 자체적인 번호 체계를 사용한다. IAU의 실무진 중 한 곳에서는 은하 내 볼프-레이에 항성 목록의 번호 체계를 확장하기 위해서 추가 발견이 이루어질 경우 가장 가까운 WR 색인 번호에 발견 순의 숫자 보조기호를 덧붙이는 방식을 채택하였다. 이 방식은 2006년 부록 출판 이후에 이루어진 모든 발견에 적용되었다. 일부에 대해서는 여전히 과거의 명명법이 쓰이기도 하였는데, 이를테면 지금 WR 42-1로 표기되는 WR 42e가 있다.
외부 은하의 볼프-레이에 별은 별도의 체계를 통해 번호를 부여한다. 대마젤란 은하에서 WR성에 관하여 가장 널리 쓰이는 명칭은 색인 기호로 BAT-99가 부여되는 〈제4차 대마젤란 은하 내 1족 볼프-레이에 항성 목록〉의 색인 번호이다. 예를 들자면 BAT-99 105가 있다. 이러한 항성 상당수는 제3차 목록의 색인 번호로 나타내기도 한다. 이를테면 브레이 77이 있다. 2018년 기준으로 LMC에는 154개의 WR성이 수록되어 있다. 대부분이 WN성이며 WC성은 스물셋, WO성은 셋 뿐으로 극히 희귀하다. 상당수의 항성은 종종 RMC(래드클리프 천문대 마젤란 성운) 번호로 표기하기도 하는데, R136a1처럼 축약형인 R을 빈번하게 쓴다.
소마젤란 은하에서는 SMC WR 번호가 쓰인다. 보통은 이를테면 AB7처럼 이를 AB 색인 번호로 나타낸다. SMC에서 발견된 WR성은 열 두 개 밖에 없다. 이처럼 수가 적은 것은 소마젤란 은하의 금속함량이 작기 때문으로 여겨진다.

## 성질
볼프-레이에 별은 극히 무거운 항성이 진화 과정에서 일반적으로 밟는 절차로서, 헬륨과 질소(WN 계열)와 탄소(WC 계열)와 산소(WO 계열)에서 기원하는 강하고 폭이 넓은 방출선이 나타난다. 이들은 강한 방출선 때문에 인근의 은하에서도 쉽게 발견된다. 우리 은하에는 약 500개의 볼프-레이에 항성이 발견되었는데, 그 수는 최근에 이르러서 은하면에서 동류의 천체를 탐색하는 근적외선 측광·분광 탐사가 이루어지면서 급격히 늘어난 것이었다. 이외의 국부 은하군 은하를 통틀어서 WR성은 1,000개 미만이 있을 것으로 예측되는데, 두 마젤란 은하에서 166개, M33에서 206개, M31에서 154개가량이 알려져 있다. 국부 은하군 바깥에서는 모든 외부 은하 탐사를 통틀어서 수천 개 이상의 WR성과 그 후보가 발견되었다. 이를테면, M101에서는 +21등급부터 +25등급까지 WR성이 천 개 이상 발견되었다. WR성은 폭발적 항성생성 은하나 볼프-레이에 은하에서 특히나 많을 것으로 여겨진다.
볼프-레이에 별을 특징짓는 방출선은 고온의 광구를 감싸는 크고 조밀한 고속 항성풍 영역에서 형성된다. 별의 표면에서 나오는 강렬한 UV 복사가 이 항성풍 영역을 들뜨게 하여 방출선을 유도하는 메커니즘이다. 볼프-레이에 단계에 있는 항성은 항성풍을 통해 수소 연소 과정에서 CNO 순환으로 질소가 부화된 껍질을 먼저 방출하고(WN성), 그다음 헬륨 연소로 탄소가 부화된 껍질을 방출한다(WC성 및 WO성).
| 분광형 | 온도 (K) | 반지름 (R⊙) | 질량 (M⊙) | 광도 (L⊙) | 절대등급 | 예시          |
| ------ | -------- | ----------- | --------- | --------- | -------- | ------------- |
| WN2    | 141,000  | 0.89        | 16        | 280,000   | -2.6     | WR 2          |
| WN3    | 85,000   | 2.3         | 19        | 220,000   | -3.2     | WR 46         |
| WN4    | 70,000   | 2.3         | 15        | 200,000   | -3.8     | WR 1          |
| WN5    | 60,000   | 3.7         | 15        | 160,000   | -4.4     | WR 149        |
| WN5h   | 50,000   | 20          | 200       | 5,000,000 | -8.0     | R136a1        |
| WN6    | 56,000   | 5.7         | 18        | 160,000   | -5.1     | 남십자자리 CD |
| WN6h   | 45,000   | 25          | 74        | 3,300,000 | -7.5     | NGC 3603-A1   |
| WN7    | 50,000   | 6.0         | 21        | 350,000   | -5.7     | WR 120        |
| WN7h   | 45,000   | 23          | 52        | 2,000,000 | -7.2     | WR 22         |
| WN8    | 45,000   | 6.6         | 11        | 160,000   | -5.5     | WR 123        |
| WN8h   | 40,000   | 22          | 39        | 1,300,000 | -7.2     | WR 124        |
| WN9h   | 35,000   | 23          | 33        | 940,000   | -7.1     | WR 102ea      |

WNh성은 수소가 없는 WN성과는 완전히 다른 천체다. 이들은 WN성과 스펙트럼은 비슷하지만, 훨씬 무겁고 훨씬 크다. 알려진 가장 밝은 항성 중 일부가 이러한 유형에 속해 있다. 대마젤란 은하에서는 WN5h의 조기형 항성도 발견된다. WNh성의 스펙트럼에서 나타나는 질소는 아직 핵에서 일어나고 있는 CNO 순환 연소의 산물이다. 질량이 매우 큰 항성의 표면에서 질소가 나타나는 것은 항성의 핵이 헬륨을 연소하는 과정에서 외피층을 소실하였기 때문이 아니다. 아직 끝마치지 않은 핵의 수소 연소 단계에서 일어나는 회전 혼합과 대류 혼합 때문이다.
| 분광형 | 온도 (K) | 반지름 (R⊙) | 질량 (M⊙) | 광도 (L⊙) | 절대등급 | 예시          |
| ------ | -------- | ----------- | --------- | --------- | -------- | ------------- |
| WO2    | 200,000  | 0.7         | 22        | 630,000   | -1.7     | WR 142        |
| WC4    | 117,000  | 0.9         | 10        | 158,000   | -4.0     | WR 143        |
| WC5    | 83,000   | 3.2         | 12        | 398,000   | -4.1     | 파리자리 세타 |
| WC6    | 78,000   | 3.6         | 14        | 501,000   | -4.3     | WR 45         |
| WC7    | 71,000   | 4.0         | 11        | 398,000   | -4.2     | WR 86         |
| WC8    | 60,000   | 6.3         | 11        | 398,000   | -4.5     | 돛자리 감마   |
| WC9    | 44,000   | 8.7         | 10        | 251,000   | -6.1     | WR 104        |

탄소 계열(WC)의 볼프-레이에 별 중에서 가장 만기형 항성은 먼지를 방출한다는 점에서 주목받는다. 통상적으로 이러한 일은 쌍성을 이루는 볼프-레이에 별의 항성풍과 짝별의 항성풍이 충돌하는 자리에서 일어난다. 이에 관하여 잘 알려진 사례로는 WR 104 쌍성이 있지만, 이 과정은 홀별에서도 발생한다.
소수(대략 10%)의 행성상 성운 중심성은 다른 WR성보다 훨씬 가벼운 질량(보통 ~0.6M⊙)을 가지고 있지만, 관측상 WR형으로 분류된다. 즉, 이들 역시 헬륨과 탄소와 산소에서 기원한 넓은 방출선 스펙트럼이 나타난다. 다른 WR성이 어리고 무거운 1족 항성인 것과는 달리, [WR]형으로 표현되는 이러한 항성은 진화한 소질량성이 백색왜성으로 되기 직전의 황혼기에 있는 매우 늙은 천체다. 지금은 이들을 볼프-레이에 별이나 볼프-레이에형 항성으로 표기하는 유형에서 배제하는 편이다.

### 금속함량
볼프-레이에 별의 수와 성질은 원형 항성의 화학 조성에 따라 다르다. 이러한 차이를 유발하는 주요 원인은 금속함량마다 천차만별인 질량 손실률이다. 금속함량이 클수록 질량 손실률이 크기 때문에 대질량성의 진화와 볼프-레이에 별의 성질에도 그 영향이 미친다. 질량 손실률이 높으면 항성이 철핵을 형성하여 붕괴하기 전에 외피층을 상실한다. 따라서 무거운 적색 초거성일수록 초신성 폭발을 일으키기 전에 높은 표면온도로 되돌아오는 쪽으로 진화하며, 가장 무거운 축에 속하는 항성은 아예 적색 초거성으로 진화하지 않는다. 볼프-레이에 단계에서는 질량 손실률이 높을수록 대류핵 외부의 표피층을 더 빠르게 소실하기 때문에 표면 수소 함량이 더 작고 헬륨이 더 빠르게 박리되면서 WC형 스펙트럼을 형성한다.
이러한 경향성은 국부 은하군의 여러 은하를 둘러보면 알 수 있다. 우리 은하는 금속함량이 태양과 비슷하지만, M31은 다소 작은 편이고 대마젤란 은하 역시 그러하며 소마젤란 은하는 훨씬 작다. 각 은하에서 부분적으로 금속함량이 크게 다른 것도 확인할 수 있다. 우리 은하와 M33은 은하 중심에 가까울수록 금속함량이 큰 편이고, M31의 금속함량은 원반이 헤일로보다 더 크다. 따라서 SMC는 그 별 탄생률에 비해 WR성의 수가 부족한 것으로 보인다. WO형 스펙트럼을 가진 항성이 하나 있긴 하지만, WC형은 하나도 없다. 우리 은하는 많은 수의 WR성을 가지고 있으며, WN성과 WC성의 수가 거의 같다. 다른 주요 은하는 WR성의 수가 다소 부족하며, WN성이 WC성보다 많다. 두 마젤란 은하, 특히 SMC는 볼프-레이에 별의 방출선이 약한 편이고 대기 중 수소 비율이 큰 경향성을 보인다. SMC의 WR성은 거의 일관되게 수소가 나타나며, 심지어는 가장 조기형의 분광형에서도 상대적으로 약한 항성풍이 광구 전체를 차폐하지 못한 탓에 흡수선이 관측된다.
적색 초거성 단계에 진입한 후 WNL성으로 진화하는 주계열성의 상한 질량은 우리 은하에서 20M⊙, LMC에서 32M⊙, SMC에서는 50M⊙로 추정된다. 고도로 진화한 WNE성과 WC성 단계는 태양 정도의 금속 함량에서 초기 질량이 25M⊙보다 큰 항성만이 도달할 수 있으며, LMC에서는 60M⊙을 초과하는 경우에만 가능하다. 일반적인 단일성의 진화는 SMC의 금속 함량에서 WNE성이나 WC성이 나타날 것으로 예측하지 않는다.

### 자전

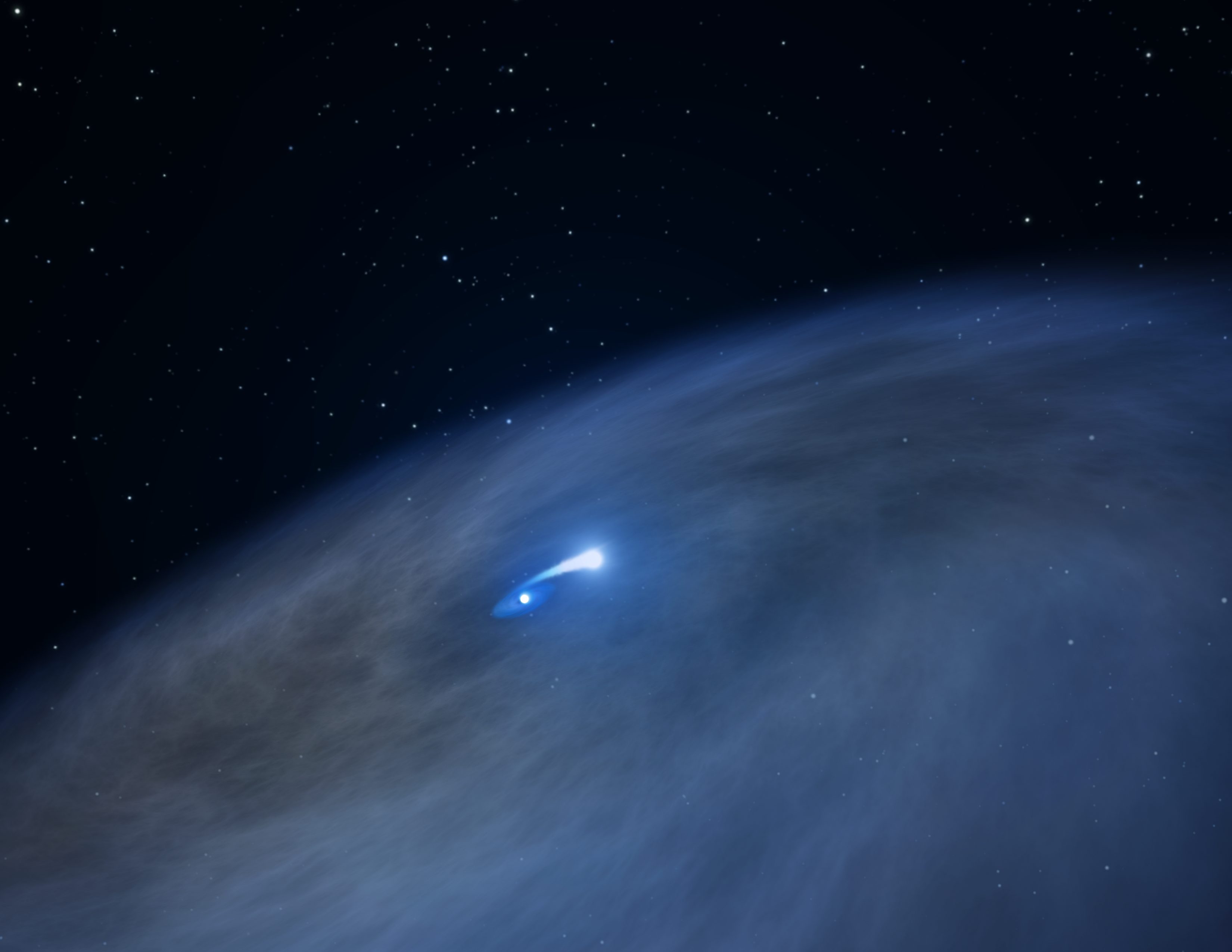
질량이 크고 수소가 풍부한 WR 122와 주변 원반을 나타낸 그림.

질량 손실은 별의 자전 속도에도 영향을 받는다. 특히 금속 함량이 작을 경우 더욱더 그렇다. 빠르게 자전할수록 중심핵의 반응물이 별의 나머지 부분과 섞이기 쉬우므로 표면의 중원소 부화 정도가 커서 막대한 질량 손실을 유발한다. 회전하는 별은 회전하지 않는 별보다 주계열에 더 오래 머물기 때문에 적색 초거성 단계에서 보내는 시간이 짧다. 질량이 매우 크다든지 큰 금속함량을 가지고 있거나 자전속도가 매우 빠른 경우에는 주계열에서 곧바로 고온의 후주계열로 진화하기도 한다.
항성의 질량 손실은 각운동량 손실을 유발하는데, 이로써 질량이 큰 항성일수록 자전에 더 큰 제동이 걸린다. 태양과 비슷한 금속함량의 극대 질량성은 주계열에 있을 때 자전이 거의 멈추게 되지만, SMC의 금속함량에서는 관측으로 확인된 가장 무거운 별이라 할지라도 빠르게 자전을 유지할 수 있다. 대 질량성이 빠르게 자전하는 것으로 SMC의 WR성에 관하여 이를테면 상대적으로 높은 온도와 광도처럼 예기치 못한 성질이나 그 수를 설명할 수 있을 것이다.

### 쌍성
쌍성계에서 질량이 큰 별은 항성풍에 의한 자체적 질량 손실보다 짝별의 박리 작용에 의해 볼프-레이에 별로 진화할 가능성이 높다. 이 과정은 금속함량이라든지 각 항성의 자전에는 비교적 둔감하며, 국부 은하군의 은하 전체에 걸쳐서 이러한 부류가 일정 비율을 차지할 것으로 여겨진다. 결과적으로 쌍성 과정을 통해 형성된 WR성의 비율, 따라서 쌍성에서 관측된 WR성의 수는 금속함량이 작은 환경일수록 다른 경로보다 커야 한다. 계산에 의하면 SMC에서 관측된 WR성의 쌍성 비율은 98%에 달하지만, 실제로는 절반 미만이 무거운 동반성을 가진 것으로 관측된다. 우리 은하에서 그 쌍성 비율은 이론적인 계산에 의하면 약 20%이다.

## 성운

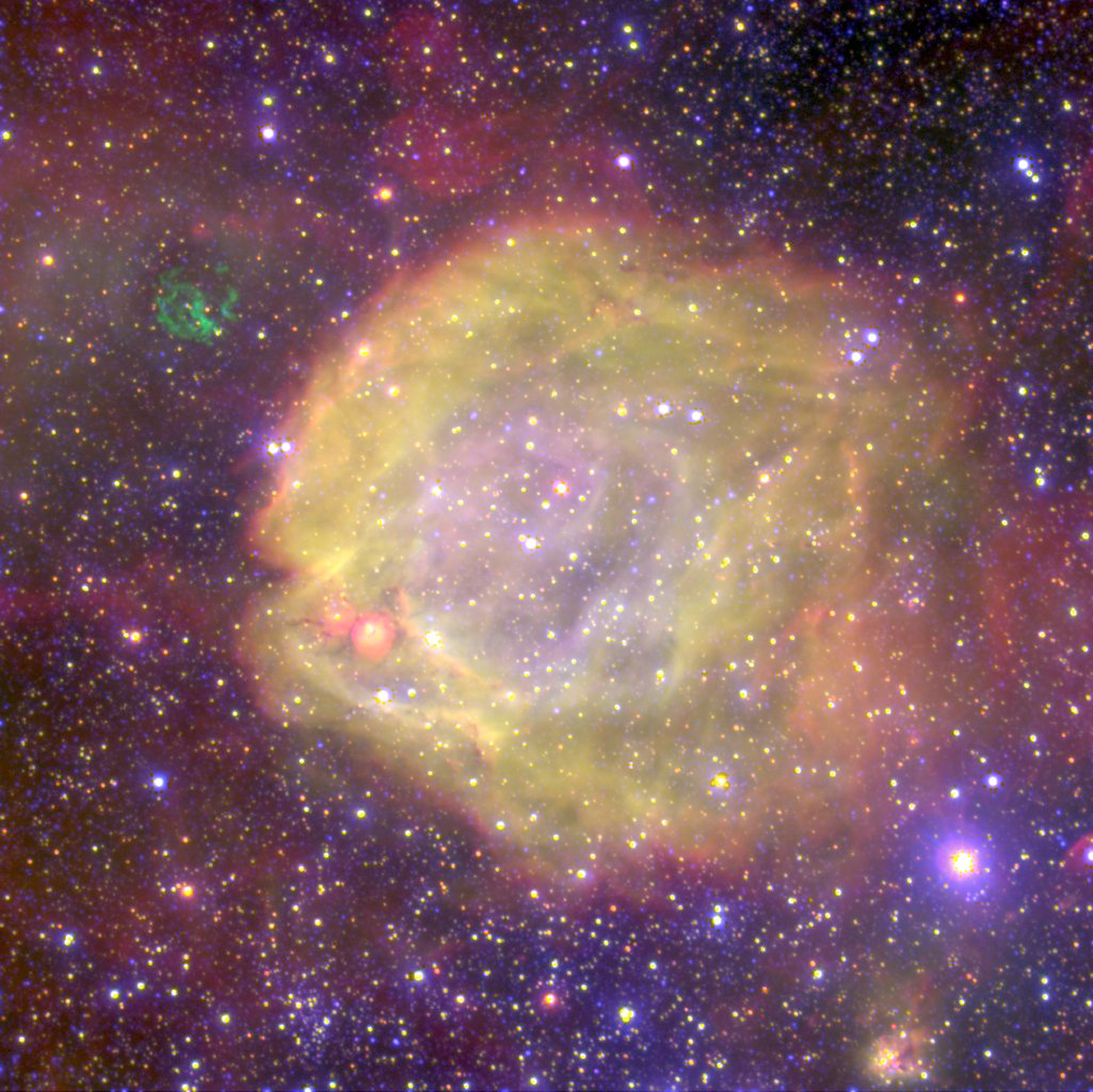
AB7은 두 마젤란 은하에서 들뜸도가 손꼽힐 정도로 큰 성운을 형성한다.

상당수의 WR성은 별 주변에 물리적으로 연관한 성운을 동반하고 있다. 이는 무거운 별 탄생 영역처럼 배경을 이루는 성운도 아니며, 점근거성을 지난 항성이 형성한 행성상 성운도 아니다. 성운은 형태가 다양하며 분류하기가 어렵다. 상당수는 처음에 행성상 성운으로 기록되었고, 이따금 여러 파장에서의 신중한 관측을 통해서만 질량이 작은 후점근거성 주변 행성상 성운과 그것과 비슷한 형태의 핵 헬륨 연소 과정에 있는 대질량성의 주변 성운을 구분할 수 있었다.

## 볼프 레이에 은하
볼프 레이에 은하는 폭발적 항성생성 은하의 한 유형으로서 상당한 수의 WR성이 특유의 방출선 스펙트럼을 내보임으로서 은하의 전체 스펙트럼에서 그것이 나타난다. 특히 468.6nm의 HeII와 인접한 선스펙트럼에서 비롯한 넓은 방출띠는 볼프-레이에 은하를 분류하는 기준이 된다. WR성의 수명이 상대적으로 짧기 때문에 이러한 은하에서 폭발적 별 탄생은 수 백만 년 전에 발생해서 백만 년보다 짧은 시간이 지나면 종료될 것이다. 그렇지 않을 경우에는 WR 방출이 다른 다수의 밝은 항성에 압도될 것이다. 

## 진화
WR성의 생로병사를 다루는 이론은 다른 항성의 진화를 설명하는 이론보다 구축이 늦은 편이었다. WR성은 희귀하고 멀리 있는 데다 종종 성간물질에 차폐된 채로 관측되므로, 이들의 생몰에 관해서는 21세기에 이르러서도 여러 부분이 불확실하다.

### 역사
볼프-레이에 별은 19세기 이후로 특이한 항성 유형이라는 것이 명확하게 밝혀지긴 했지만, 그 본질에 관해서는 20세기 말까지도 불분명하였다. 1960년대 이전에는 WR성의 분류 자체가 크게 불확실하였고, 이들의 본질이나 진화를 전혀 알지 못했다. 이러한 불확실성은 행성상 성운 중심성(CSPN)과 매우 유사한 외양을 가지되 광도가 훨씬 큰 고전적인 WR성이 존재하는 데서 비롯되었다.
1960년 무렵, CSPN과 질량이 크고 밝은 고전 WR성 사이의 구분이 보다 명확해졌다. 이들에 관한 연구는 작고 조밀한 항성이 커다란 별 주변 물질로 둘러싸여 있다는 것을 밝혀내었다. 하지만 그러한 물질이 별에서 방출된 것인지 수축하여 별에 모이는 것인지는 밝혀지지 않았다. 항성이 특이하게 질소와 탄소와 산소가 풍부하며 수소가 없다는 사실은 알았지만, 그 이유는 불분명했다. WR성이 매우 어리고 희귀하다는 사실도 알려져 있었으나, 이들이 진화 과정에서 주계열을 향하는 것인지 주계열에서 이탈한 것인지는 아직 논의 과정에 있었다.
1980년대에는 무거운 OB성이 WR성의 전신이라는 설이 수용되었다. 하지만 WR성이 주계열과 다른 진화한 대질량성에 대하여 정확히 어떤 진화 단계에 위치하는지는 아직 밝혀지지 않았었다. 질량이 큰 쌍성에서 WR성이 많이 나타나고 이들이 수소를 가지지 않는 이유가 중력에 의한 박리 작용 때문일 수도 있다는 이론은 상당한 배척을 받았다. WR성이 초신성의 원형 후보로 제안되기도 하였는데, 특히 당시로서는 새롭게 확인된 유형이자 수소가 없되 어린 대질량성과 관계되어 보이는 Ib형 초신성의 후보로 꼽혔다.
21세기 초에는 중심핵의 수소를 소진하면서 주계열을 이탈한 대질량성이 대기의 상당 부분을 방출하면서 남긴, 헬륨 이상의 핵반응 산물로 된 작고 뜨거운 핵이 WR성이라는 설이 널리 받아들여졌다.

### 현재 모형

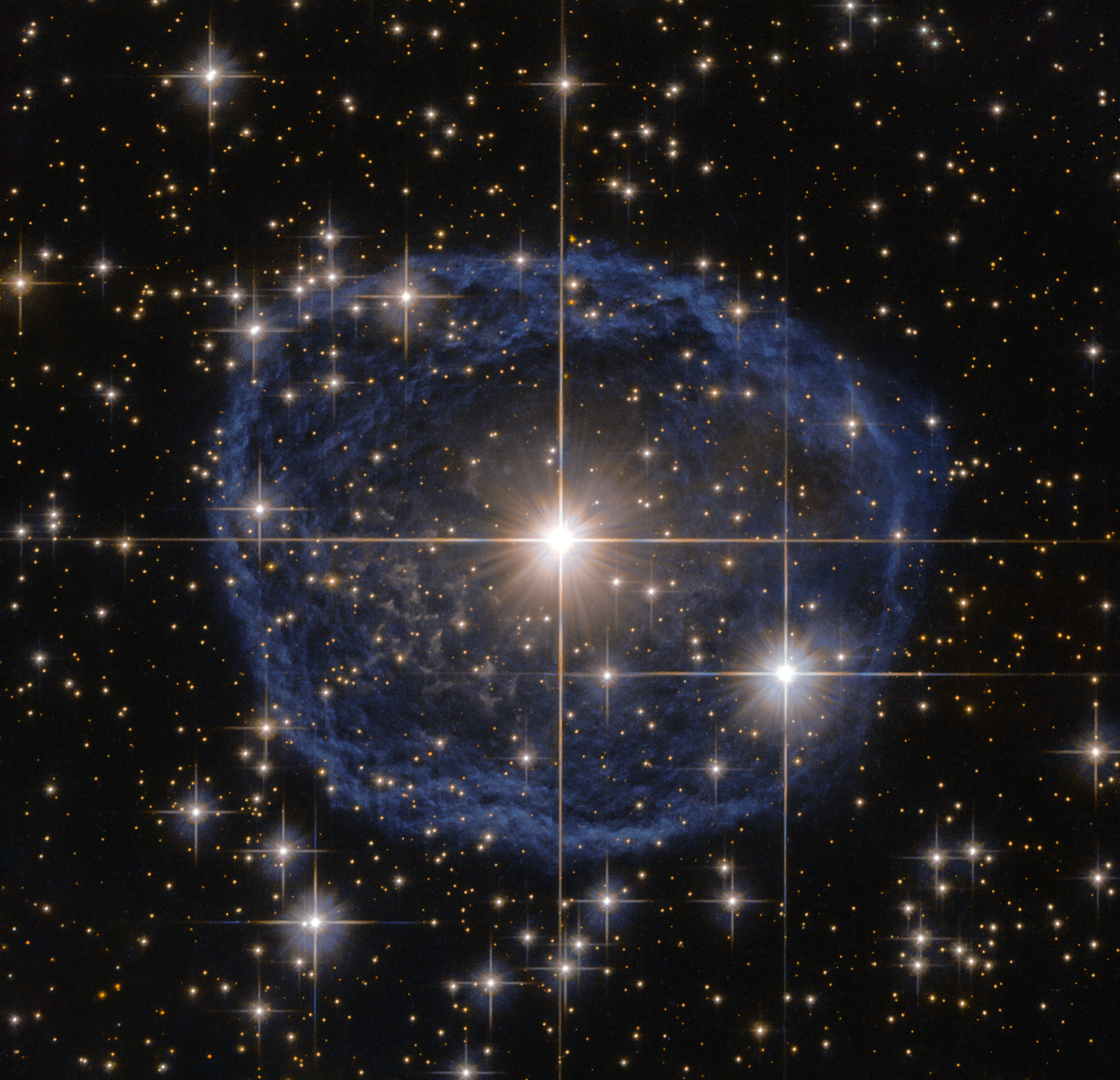
WR 31a는 강렬한 항성풍이 이른 시기에 항성에서 방출된 물질과 충돌하여 만들어낸 푸른 거품 구조의 성운에 둘러싸여 있다.

지금은 고전적인 1족 WR성이 무거운 항성의 진화 과정을 구성하는 자연스러운 단계로 여겨진다. 항성이 적색 초거성이나 청색 초거성을 지나서 진입할 수도 있고, 극히 무거운 경우는 주계열에서 곧바로 진입할 수도 있다. 가벼운 적색 초거성은 이 단계에 이르기 전에 초신성으로 폭발할 것으로 예측되지만, 무거운 적색 초거성은 대기를 방출하여 고온으로 진화하면서 그 단계에 이른다. 일부는 황색 초거성이나 LBV 단계에서 폭발하기도 하지만, 대부분은 볼프-레이에 별로 진화한다. 이들은 수소를 모두 거의 전부 상실하거나 태운 상태로서 지금은 핵에서 헬륨 이상의 원소를 연소하며 일생의 끝에서 극히 짧은 시기를 보내고 있다.
질량이 큰 주계열성은 핵이 매우 뜨겁기 때문에 CNO 과정으로 수소를 매우 빠르게 연소한다. 그 결과 항성의 전반에 걸쳐서 강한 대류가 발생하여 표면에 헬륨이 섞여든다. 이 과정은 자전 때문에 더 쉽게 일어날 수 있는데, 아마 핵이 표면보다 더 빠르게 회전하게 되어 차등 자전이 일어날 때 그러할 것이다. 또한, 이러한 항성은 매우 어린 나이임에도 표면에 질소가 부화되어 있다. 이는 CNO 순환으로 탄소와 질소의 조성이 변화했기 때문이다. 대기 내 중원소의 함량 증가와 광도 상승은 방출선 스펙트럼의 원천인 강한 항성풍을 유발한다. 이러한 항성은 Of*형 스펙트럼이 발달하지만, 매우 뜨거운 경우는 항성풍이 한층 더 거센 WNh형 스펙트럼이 발달한다. 이는 WNh성이 아직 핵에서 수소를 태우고 있고 초기 질량에 비해 큰 질량 손실이 없었음에도 질량과 광도가 큰 이유를 설명한다. 이들은 종국에 핵의 수소를 모두 소진하여 청색 초거성(LBV?)이 되거나 (빠른 자전으로) 충분한 혼합이 이루어진 경우에는 곧장 수소가 없는 WN성으로 진화할 것이다.
WR성은 일생의 종착점에서 백색왜성이 되기보다 격변적인 사건을 맞이할 가능성이 크다. WR 단계에 있는 항성 대부분이 그렇듯, 초기 질량이 태양보다 약 9배 이상 무거운 항성은 필연적으로 초신성 폭발을 맞이한다.
WR성이 저온에서 고온으로 진화하여 최종적으로 WO형 항성이 되는 간단한 진화 과정은 관측이 뒷받침하지 않는다. WO형 항성이 극히 희귀하기 때문이다. 알려진 사례 모두 상대적으로 흔한 WC성보다도 밝고 무겁다. 대안 이론에서는 WO형 항성이 극히 무거운 주계열성에서만 형성될 수 있거나 WC 단계에서 핵이 헬륨 연소 과정에 있다가 WO 단계에서 차후 연소 과정이 이어지는 식으로 항성이 폭발 직전에 수천 년만 머무르는 극히 짧은 종말 단계라고 주장한다. WO형 스펙트럼이 순수하게 극고온에 의한 이온화 효과로만 나타나는 것인지, 아니면 실제로 화학 조성의 차이를 반영하는 것인지, 두 효과가 다양한 수준으로 배합된 결과인지는 불분명하다.
| 초기 질량 (M⊙) | 진화 절차                         | 초신성 유형   |
| -------------- | --------------------------------- | ------------- |
| 120+           | WNh → WN → WC → WO                | Ic / 쌍불안정 |
| 60-120         | O → Of → WNh ↔ LBV →[WNL]         | IIn           |
| 45–60          | O → WNh → LBV/WNE? → WO           | Ib/c          |
| 20–45          | O → RSG → WNE → WC                | Ib            |
| 15–20          | O → RSG ↔ (YHG) ↔ BSG (블루 루프) | II-L (or IIb) |
| 8–15           | B → RSG                           | II-P          |

상기한 표의 기호가 의미하는 바는 다음과 같다.
- O: O형 주계열성
- Of: N 및 He 방출이 나타나는 진화한 O형 항성
- BSG: 청색 초거성
- RSG: 적색 초거성
- YHG: 황색 극대거성
- LBV: 밝은 청색 변광성
- WNh: 수소선이 나타나는 WN성
- WNL: 만기형 WN 계열 볼프-레이에 별(대략 WN6에서 WN11)
- WNE: 조기형 WN 계열 볼프-레이에 별(대략 WN2에서 WN6)
- WN/WC: WN에서 WC로 전이 과정에 있는 볼프-레이에 별(아마 WN#/WCE형이거나 WC#/WN형)
- WC: WC 계열 볼프-레이에 별
- WO: WO 계열 볼프-레이에 별.

볼프-레이에 별은 질량이 큰 항성에서 형성되지만, 진화한 1족 항성은 WR 성질이 나타나는 시기에 초기 질량의 절반 이상을 상실한다. 예를 들어서 돛자리의 γ2 A는 지금 태양보다 약 9배 무겁지만, 처음에는 최소한 태양의 40배에 달하는 질량을 가지고 있었다. 질량이 큰 항성은 매우 희귀하다. 이는 항성이 드물게 생성되는 탓도 있고, 수명이 짧은 탓도 있다. 이러한 사실은 볼프-레이에 별 자체가 극히 희귀하다는 사실로 귀결된다. 이들이 가장 무거운 부류의 주계열성에서만 형성되며 별의 일생에서 비교적 짧게 머무르는 과정을 나타내기 때문이다. 또한, 이는 Ibc형 초신성이 II형 초신성보다 희귀한 이유를 설명하기도 한다. 이러한 초신성이 더 무거운 항성에서 발생하기 때문이다.
WNh성은 예외이다. 이들은 진화한 소질량성과 분광학적으로 유사하지만, 막 대기를 방출하기 시작하여 아직 초기 질량의 상당 부분을 간직하고 있다. 현재 알려진 가장 무거운 항성은 모두 WNh성으로서 O형 주계열성이 아니다. 이러한 항성은 형성된 지 수천 년 만에 표면에 헬륨과 수소가 드러난다. 이 무렵은 아직 주변 기체 구름이 걷히지 않아서 보이지 않을 때이므로, O형 주계열성보다 WNh성이 잘 관측되는 것은 예측된 상황이다. 대안으로는 이러한 항성이 너무 무거워서 일반적인 주계열성으로는 탄생할 수 없고 덜 무거운 항성이 병합하여 형성될 수 있다는 설도 있다.
단일 항성의 진화로는 관측된 볼프-레이에 별의 수와 유형을 모델링하기가 어렵기 때문에 이들이 쌍성의 상호작용을 통한 질량 교환으로 외피층을 더 빠르게 상실하여 형성된다는 이론이 도입되기도 하였다. 그러한 후보인 WR 122는 폭이 약 20000au에 달하는 평평한 기체 원반이 항성 주변을 에워싸고 있는데, 외피층을 박피한 원인으로 짝별을 동반하고 있을 것이다.

### 초신성
여러 Ib형 초신성과 Ic형 초신성의 원형이 WR성일 것으로 널리 추측되고 있지만, 초신성이 그러한 항성에서 발생한다는 결정적인 입증은 이루어진 바가 없다.
Ib형 초신성은 스펙트럼에서 수소선이 나타나지 않는다. 이보다 흔한 유형의 Ic형 초신성은 스펙트럼에서 수소선과 헬륨선이 없다. 두 유형의 초신성에 대하여 기대되는 원형은 각각 외피층에서 수소가 없거나 수소와 헬륨 둘 다 없는 대질량성이다. WR성은 이러한 추측과 딱 맞아 떨어진다. 모든 WR성은 수소가 결핍되어 있다. 일부 WR성, 대표적으로 WO성에서는 헬륨이 크게 결여되어 있기도 하다. WR성은 철핵이 형성된 후 핵 붕괴를 겪을 것으로 여겨진다. 그 결과로 일어나는 초신성 폭발은 Ib형 내지 Ic형일 것이다. 일부 경우에서는 중심핵이 가시적인 폭발 없이 블랙홀로 곧장 붕괴할 수도 있다.
WR성은 특유의 고온으로 인해 매우 밝지만, 가시적으로 밝지는 않다. 대부분이 초신성 원형일 것으로 예상되는 가장 뜨거운 사례는 더더욱 그렇다. 이론에 따르면 지금껏 관측된 Ibc형 초신성은 그 원형이 관측할 수 있을 정도로 밝지 않다. 하지만 이들은 그 원형의 성질을 추론하는 데 제약을 둘 수 있다. 원형 항성 후보로서 초신성 iPTF13bvn의 발생 장소에서 사라진 항성은 단일 WR성일 것으로 추정되지만, 다른 분석에 따르면 일명 헬륨 거성이라는 박리된 항성을 지닌 비교적 가벼운 쌍성계일 수도 있다. 기타 유일한 WR 초신성 원형 후보로는 SN 2017ein에 대한 사례가 있지만, 역시 나 이 원형이 하나의 무거운 WR성인지 쌍성계인지는 불분명하다.

## 사례
현존하는 볼프-레이에 별 중에서 가장 관찰이 쉬운 것은 돛자리 γ2(WR 11)이다. 이 별은 북위 40˚보다 남쪽에서 맨눈으로 보이는 밝은 항성이지만, 별빛의 대부분은 동반성인 O7.5형 거성에서 온다. 이 항성은 흡수선이 없고 밝은 방출선이 나타나는 특유의 스펙트럼 성질 때문에 "남천의 분광학적 보석"라는 별명이 붙여지기도 하였다. 기타 +6등급 보다 밝은 볼프-레이에 별로는 두 O형 항성을 거느린 삼중성 파리자리 θ(WR 48)가 유일하다. 앞의 두 항성 모두 WC성이다. 과거에 WR성으로 분류되었던 WR 79a는 +6등급 보다 밝긴 하지만, 지금은 강한 방출선이 나타나는 특이한 O8형 초거성으로 여겨진다. 그다음으로 밝은 것은 6.4등급의 WR 22로서 WN7h형 주성을 지닌 무거운 쌍성이다.
지금 알려진 가장 무거운 항성이자 가장 밝은 항성인 R136a1 역시 볼프-레이에 항성으로서 아직 핵에서 수소를 연소하고 있는 WNh형이다. 가장 밝고 가장 무거운 항성을 여럿 포함하는 이 항성 유형은 매우 어리다. 통상적으로 매우 조밀한 성단의 중심에서만 발견된다. 이따금은 그러한 성단 외곽에서 VFTS 682 같은 WNh형의 폭주성이 관측되는데, 이는 아마 다중성계에서 기원하였거나 다른 항성과의 상호작용으로 방출된 항성일 것이다.
볼프-레이에 쌍성을 포함하는 삼중성으로는 아펩을 들 수 있다. 이 항성계는 극렬한 항성풍을 통해 대량의 탄소 먼지를 방출하고 있다. 두 항성이 서로 공전하기 때문에 먼지는 휘감기고 거무튀튀한 꼬리 형태를 하고 있다.
매우 뜨겁되 축퇴되지 않은 항성은 모두 볼프-레이에 별이다. 그중에서 가장 뜨거운 것은 WR 102로, 그 표면온도는 210,000K에 달하는 것으로 보인다. 이다음은 WR 142가 약 200,000K로 가장 뜨겁다. 대마젤란 은하에 위치한 LMC195-1 역시 그와 비슷한 온도일 테지만, 온도에 관한 분석은 이루어진 바가 없다.

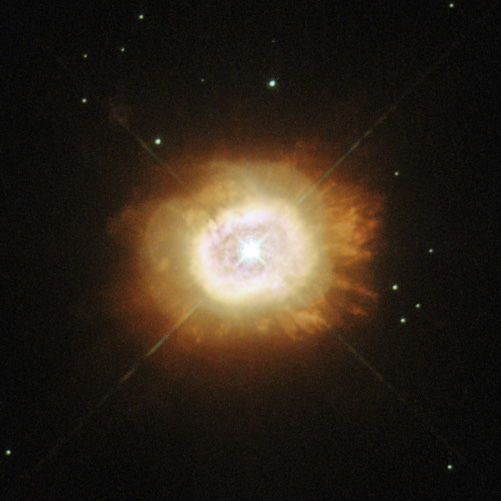
캠벨의 별로 알려진 HD 184738. 실제로는 행성상 성운이다. 그 중심의 별은 늙고 질량이 작은 항성으로서 대질량 볼프-레이에 별로 구성된 주류와는 다르다.

행성상 성운은 소수만이 WR형의 중심성을 지니지만, 유명한 행성상 성운 상당수가 이러한 사례이다.
| 행성상 성운                 | 중심성 유형 |
| --------------------------- | ----------- |
| NGC 2452                    | [WO1]       |
| NGC 2867                    | [WO2]       |
| NGC 5189 (나선 행성상 성운) | [WO1]       |
| NGC 2371-2                  | [WO1]       |
| NGC 5315                    | [WO4]       |
| NGC 40                      | [WC8]       |
| NGC 7026                    | [WO3]       |
| NGC 1501                    | [WO4]       |
| NGC 6751                    | [WO4]       |
| NGC 6369 (작은 유령 성운)   | [WO3]       |
| MyCn18 (모래 시계 성운)     | [WC]-PG1159 |

## 같이 보기
- 감마선 폭발
- 극초신성
- 볼프-레이에 성운
- WR 102ka
- WR 104